# Echinocereus nicholii
Echinocereus nicholii är en kaktusväxtart som först beskrevs av L.D.Benson, och fick sitt nu gällande namn av B.D. Parfitt. Echinocereus nicholii ingår i släktet Echinocereus och familjen kaktusväxter. Inga underarter finns listade i Catalogue of Life.

## Bildgalleri

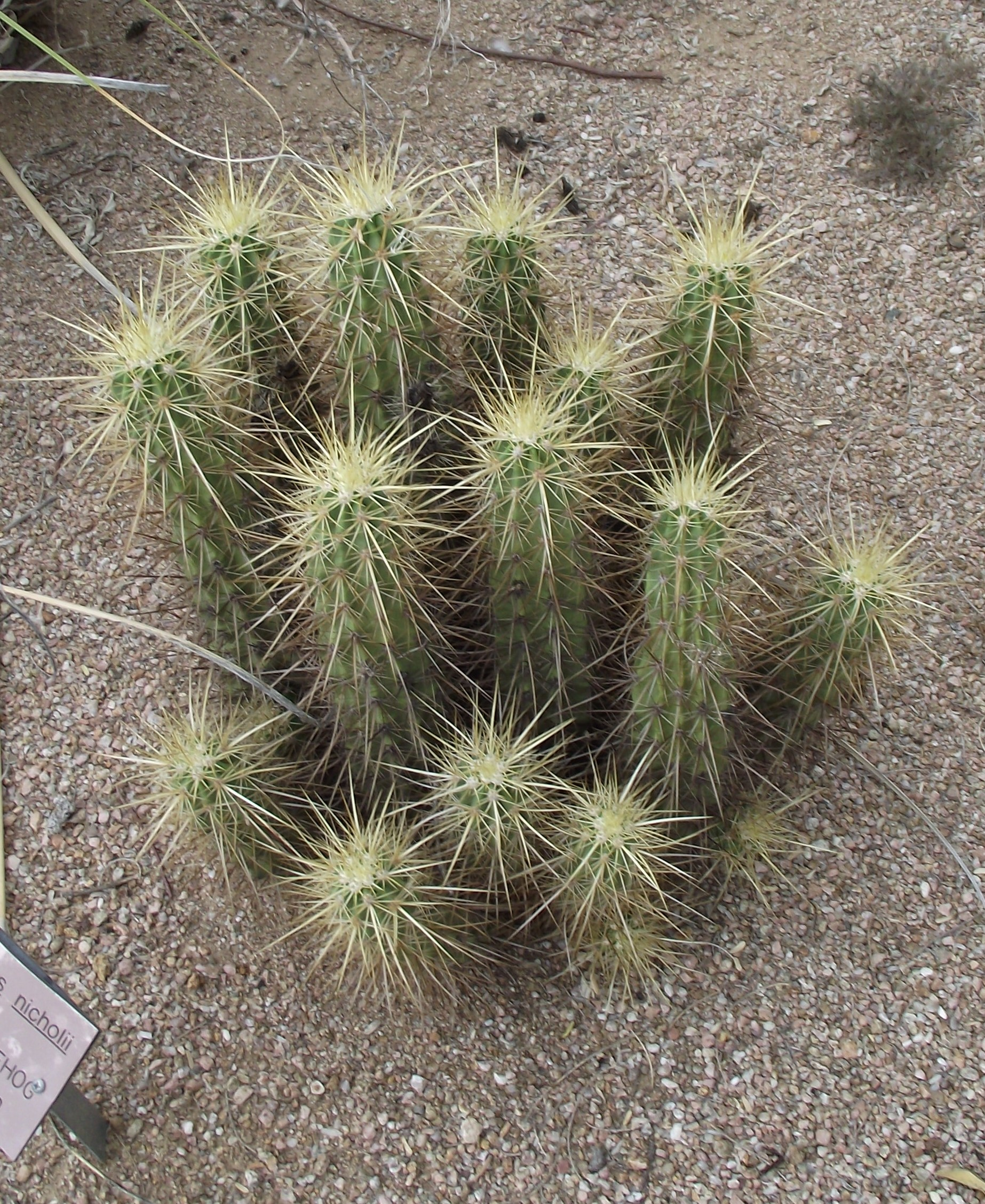